# Cosford (Shropshire)
Cosford ist ein Dorf in der englischen Grafschaft Shropshire und liegt an der A41, die ihrerseits direkt südlich der Anschlussstelle 3 der Autobahn M54 liegt. Das Dorf ist sehr klein und besteht hauptsächlich aus Wohnhäusern, in denen Angehörige der Royal Air Force wohnen, die in der benachbarten RAF Cosford arbeiten.

## Geschichte
Brewer's Dictionary of Britain & Ireland geht davon aus, dass der Name aus dem altenglischen Cost stammt, was Exzellent. Cosford liegt zwischen der Stadt Shifnal und dem großen Dorf Albrighton in der Gemeinde Donington. Es hat einen Bahnhof an der Bahnlinie von Wolverhampton nach Shrewsbury. Bei der Volkszählung 2011 wurde Cosford als Teil des Bezirks Shifnal aufgeführt.
Das Dorf wird von der RAF Cosford dominiert, die das Royal Air Force Museum Cosford beherbergt, eine wichtige Besucherattraktion und ein Zentrum des kulturellen Erbes. Der Stützpunkt selbst wurde auf ehemaligem Ackerland errichtet.
Ebenfalls gibt es eine bekannte Leichtathletik-Arena auf dem Gelände der Air Force. Das Dorf (und der RAF-Stützpunkt) wird durch die A41, die von London nach Birkenhead führt, in zwei Teile geteilt.

## Söhne und Töchter
- Nicholas Witchell OStJ FRGS (* 1953), Journalist, Nachrichtensprecher für BBC News.
- Suzi Perry (* 1970), Fernsehmoderatorin
- Justin Mortimer (* 1970), zeitgenössischer Maler